# Medels im Rheinwald
Medels im Rheinwald (dt. auch Mädels; rätoromanisch Medel (Valrain)) ist ein Dorf im Gebiet des Rheinwalds und war bis am 31. Dezember 2005 eine politische Gemeinde des ehemaligen Kreises Rheinwald im Bezirk Hinterrhein des Kantons Graubünden in der Schweiz.
Die Ortschaft gehörte von 2006 bis 2018 zu Splügen. Seit 1. Januar 2019 gehört sie zusammen mit den Nachbarorten Nufenen, Hinterrhein und Splügen zur neu gegründeten Gemeinde Rheinwald.

## Geografie
Medels liegt zwischen Splügen und Nufenen und war sowohl flächenmässig wie bezüglich der Bevölkerung die kleinste politische Gemeinde im Tal. Der Ort im Rheinwald umfasst die nahe der San-Bernardino-Strasse gelegene gleichnamige Streusiedlung sowie die Fraktionen Dorf, Döörfli, Nühuus und früher Aebi.

## Geschichte

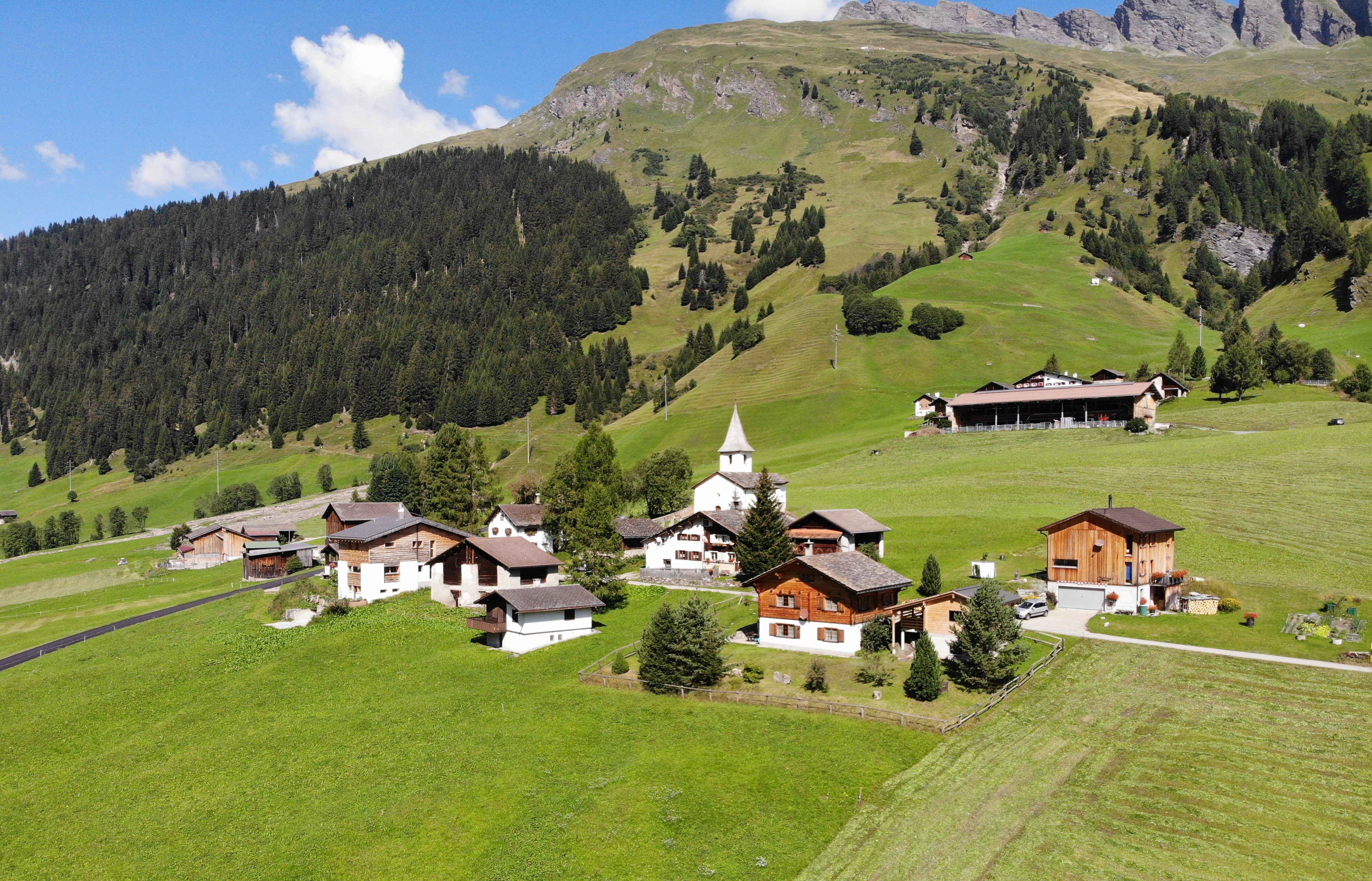
Medels im Rheinwald

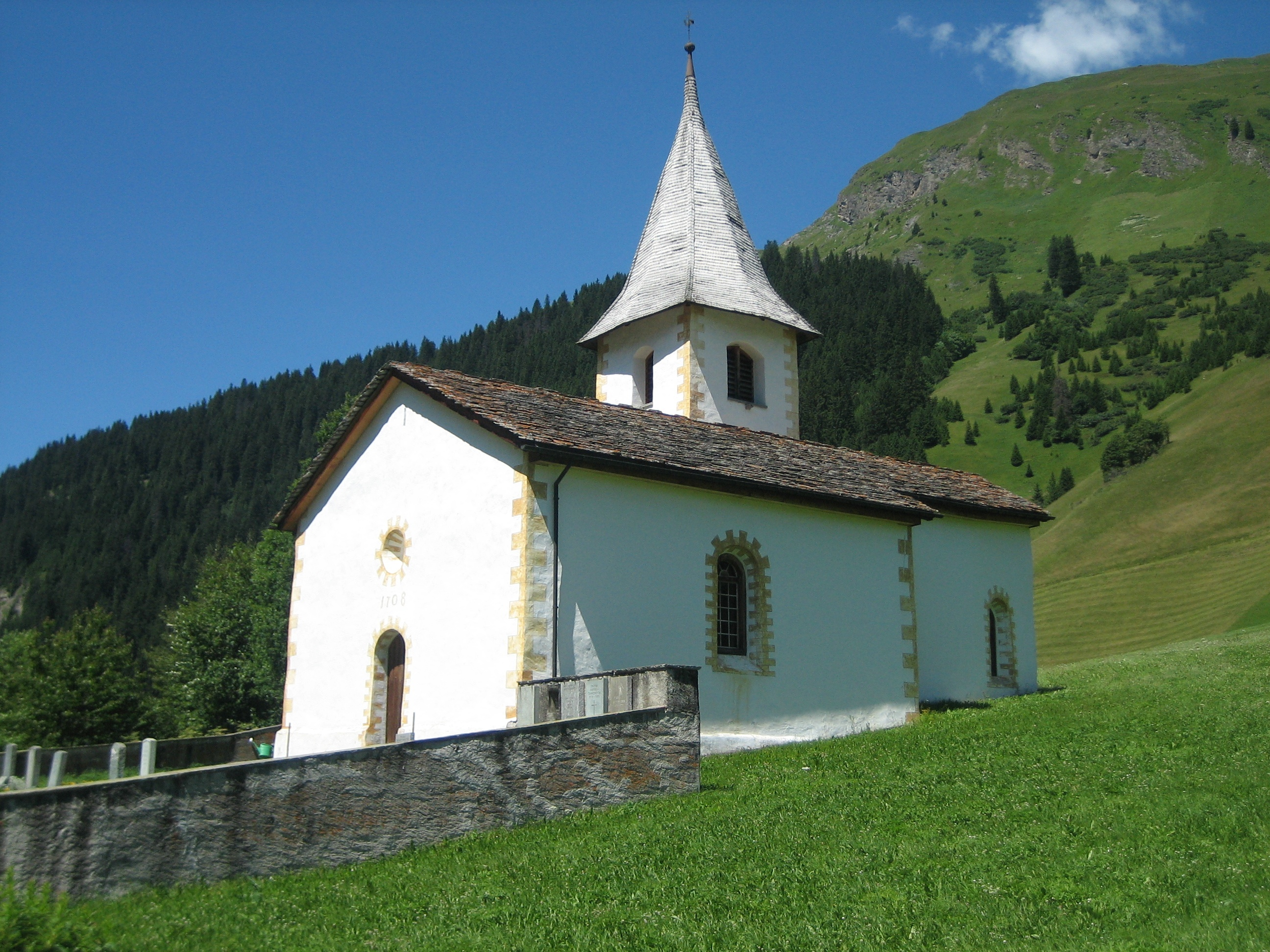
Die reformierte Kirche von Medels

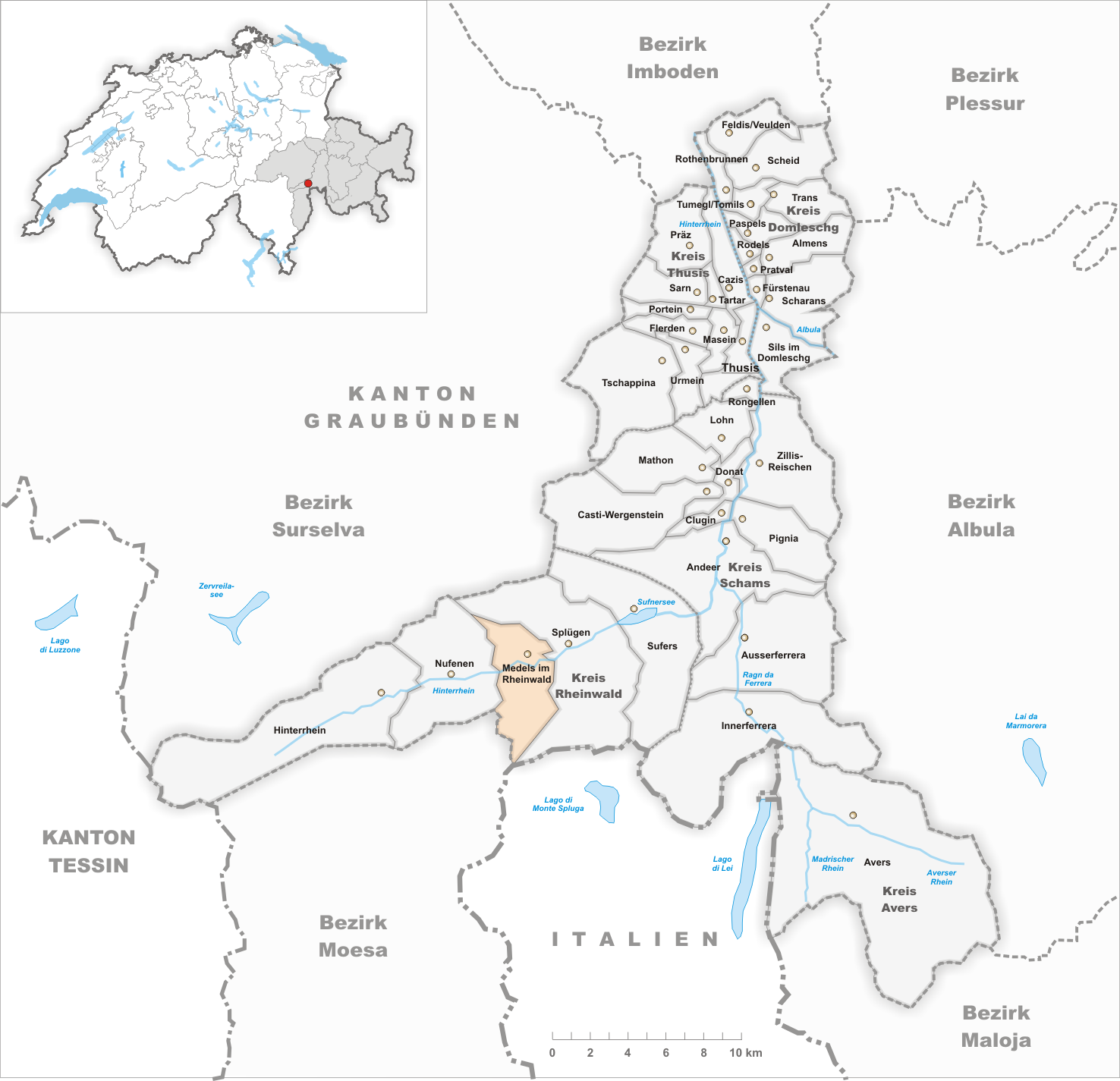
Gemeindestand vor der Fusion am 1. Januar 2006

Romanen aus dem Schams nutzten den Ort, der bereits vor 1336 Medels genannt wurde, ursprünglich als Alpgebiet. Um 1300 wanderten vor allem Walser aus dem italienischen Pomat (Val Formazza) ein. Bis 1277 war Medels dem Schutz der Freiherren von Sax-Misox unterstellt, danach gelangte es in den Besitz der Freiherren von Vaz. Westlich des Dorfs in der Aebi wurde vom 15. Jahrhundert bis 1856 alljährlich die Rheinwalder Landsgemeinde abgehalten. Medels im Rheinwald war 1851 bis 2015 Teil des Kreises Rheinwald im Bezirk Hinterrhein.
Kirchlich gehörte das Dorf ursprünglich zum Stift Santi Giovanni e Vittore in San Vittore im Misox, dann zu Hinterrhein. Es schloss sich nach der Einführung der Reformation um 1530 Splügen an. 1708 baute Medels eine Kirche und formte 1726 eine eigene Kirchgemeinde, die aber ab 1886 wieder mit Splügen vereinigt war. Bis ins 19. Jahrhundert lebte die Medelser Bevölkerung vor allem vom Transitverkehr über den Splügenpass, daneben von Viehzucht mit Alpwirtschaft. Ein Hochwasser führte 1868 zur Aufgabe der Siedlung Aebi.
1955 schloss die Schule; danach bildete Medels mit Splügen eine Schulgemeinde. 1974–1984 führte der Weiler eine Melioration (Güterzusammenlegungen, Lawinenverbauungen) durch. Zu Beginn des 21. Jahrhunderts war Medels im Rheinwald ein reines Bauerndorf mit deutschsprachiger Einwohnerschaft.

## Bevölkerung
| Jahr      | 1781 | 1850 | 1900 | 1950 | 1980 | 1990 | 2000 | 2005 |
| Einwohner | 139  | 89   | 69   | 47   | 28   | 34   | 46   | 45   |

### Sprachen
Die Gemeinde wurde um 1300 von Walsern aus dem Pomatt (Val Formazza) besiedelt und gehört daher zu den seit Jahrhunderten deutschsprachigen Gemeinden des Kantons Graubünden. Die Entwicklung der letzten Jahrzehnte zeigt folgende Tabelle:
| Sprachen      | Volkszählung 1980 | Volkszählung 1980 | Volkszählung 1990 | Volkszählung 1990 | Volkszählung 2000 | Volkszählung 2000 |
| Sprachen      | Anzahl            | Anteil            | Anzahl            | Anteil            | Anzahl            | Anteil            |
| ------------- | ----------------- | ----------------- | ----------------- | ----------------- | ----------------- | ----------------- |
| Deutsch       | 27                | 96,43 %           | 34                | 100 %             | 42                | 91,30 %           |
| Rätoromanisch | 0                 | 0,00 %            | 0                 | 0,00 %            | 0                 | 0,00 %            |
| Italienisch   | 0                 | 0,00 %            | 0                 | 0,00 %            | 4                 | 8,70 %            |
| Einwohner     | 28                | 100 %             | 34                | 100 %             | 46                | 100 %             |

Deutsch ist einzige Behördensprache.

### Herkunft und Nationalität
Von den Ende 2005 45 Bewohnern waren 42 (= 93,33 %) Schweizer Staatsangehörige.

## Wirtschaft
In Medels gibt es neben einem Restaurant nur noch einige Landwirte sowie einen Wildhüter.

## Sehenswürdigkeiten
- Unter Denkmalschutz steht die reformierte Dorfkirche.
- Zeitgenössische Bauten der Ziegenalp Puzzetta[2]